# Данилов, Пётр Алексеевич (Герой Советского Союза)
Пётр Алексеевич Данилов (2 (15) октября 1915 года 1915 — 21 февраля 1944) — участник Великой Отечественной войны, помощник начальника политотдела 3-й армии Белорусского фронта по работе среди комсомольцев, майор. Герой Советского Союза (посмертно, 1944).

## Биография
Родился 2 октября (15 октября по новому стилю) 1915 года в деревне Малая Огаревка Тульской губернии, ныне Тёпло-Огарёвского района Тульской области, в семье крестьянина. Русский.
Окончил 7 классов и Арзамасский техникум механизации сельского хозяйства (по другим данным — Богословский сельскохозяйственный техникум). Работал заведующим общим отделом райисполкома, инструктором райкома комсомола. В Красной Армии с ноября 1937 года, член ВКП(б) с 1937 года.
С началом Великой Отечественной войны в действующей армии в звании политрука.
Отличился в ходе летних оборонительных боёв на Брянском фронте в июле 1942 года. Будучи старшим инструктором отделения по работе среди комсомольцев политотдела 13-й армии, во время выезда в войска заменил убитого политрука роты и участвовал в отражении трёх немецких атак. На следующий день личным примером и активными действиями предотвратил отход бойцов с занятого рубежа. Во время боя у деревни Сельцы, когда погибли офицеры артиллерийской батареи, принял командование на себя. Под его командованием батарея отразила немецкую танковую атаку, уничтожив при этом 3 танка противника. За эти подвиги награждён медалью «За отвагу».
Помощник начальника политотдела 3-й армии Белорусского фронта по работе среди комсомольцев майор П. А. Данилов в феврале 1944 на Днепровском плацдарме личным примером поднял бойцов 283-й стрелковой дивизии в атаку. Был ранен, но не покинул поля боя.
Погиб в бою 21 февраля 1944 года. Похоронен в братской могиле советских воинов в деревне Довск Рогачёвского района Гомельской области. В 1958 году на братской могиле был установлен памятник—скульптура П. А. Данилова.

## Награды
- Звание Героя Советского Союза присвоено 23 июля 1944 года посмертно.
- Награждён орденами Ленина и Красной Звезды, а также медалями.

## Память
- Имя Героя высечено на обелиске Героям Советского Союза, установленном в городе-герое Тула.
- Его имя носят средняя школа в с. Спасское Тёпло-Огарёвского района и улица в Довске.